# Szépleányok
A Szépleányok 1987-ben bemutatott dokumentumfilm. Rendezte Dér András és Hartai László.
A filmet 1985-ben kezdték forgatni. A kezdeti tervek szerint az 1985-ös, első magyar szépségkirálynő-választásról szólt volna, de később a film túlnőtt ezen a kereten, és nagyon komoly korrajzává vált a késői szocialista Magyarországnak.
A film a selejtezőktől mutatja be a szépségkirálynő-választást, majd a döntő csillogását, és hirtelen elmerül a kulisszák mögötti mocsokban, amit különösen az első magyar szépségkirálynő, Molnár Csilla tragédiája tesz hitelessé.
A filmet az 1987-es filmszemlén Radványi-díjjal jutalmazták. A mannheimi filmfesztiválon is díjat nyert, és a világ számos országában, különböző filmszemléken is nagy elismerést kapott.